# Bel (unidade)
O bel (símbolo: B) é uma unidade de medida adimensional, que compara a intensidade de um sinal a uma referência. Recebe este nome em homenagem ao físico Alexander Graham Bell. O cálculo é mais frequente em decibel.

## Definição
A unidade bel é usada para caracterizar o logaritmo decimal da razão entre duas quantidades similares de energia ou potência {\displaystyle P_{1}} e {\displaystyle P_{2}}:
{\displaystyle Q_{(P)}=\log {\frac {P_{1}}{P_{2}}}\,\mathrm {B} =10\,\log {\frac {P_{1}}{P_{2}}}\,\mathrm {dB} .}
Para {\displaystyle Q_{(P)}}, por exemplo, o valor 1 B resulta quando a razão de potência é {\displaystyle {P_{1}}/{P_{2}}=10}. O decibel, por sua vez, é formado com o acréscimo do prefixo d (deci):
{\displaystyle 1\,\mathrm {dB} ={\frac {1}{10}}\,\mathrm {B} .}